# Crematogaster elegans
Crematogaster elegans är en myrart som beskrevs av Smith 1859. Crematogaster elegans ingår i släktet Crematogaster och familjen myror. Inga underarter finns listade i Catalogue of Life.